# 稲むらの火
稲むらの火（いなむらのひ）は、1854年（嘉永7年/安政元年）の安政南海地震による津波に際しての出来事をもとにした物語。地震後の津波への警戒と早期避難の重要性、人命救助のための犠牲的精神の発揮を説く。小泉八雲の英語による作品を、中井常蔵が翻訳・再話したもので、文部省の教材公募に入選し、1937年から10年間、国定国語教科書（国語読本）に掲載された。防災教材として高く評価されている。
もとになったのは紀伊国広村（現在の和歌山県有田郡広川町）での出来事で、主人公・五兵衛のモデルは濱口儀兵衛（梧陵）である。

## 物語の概要

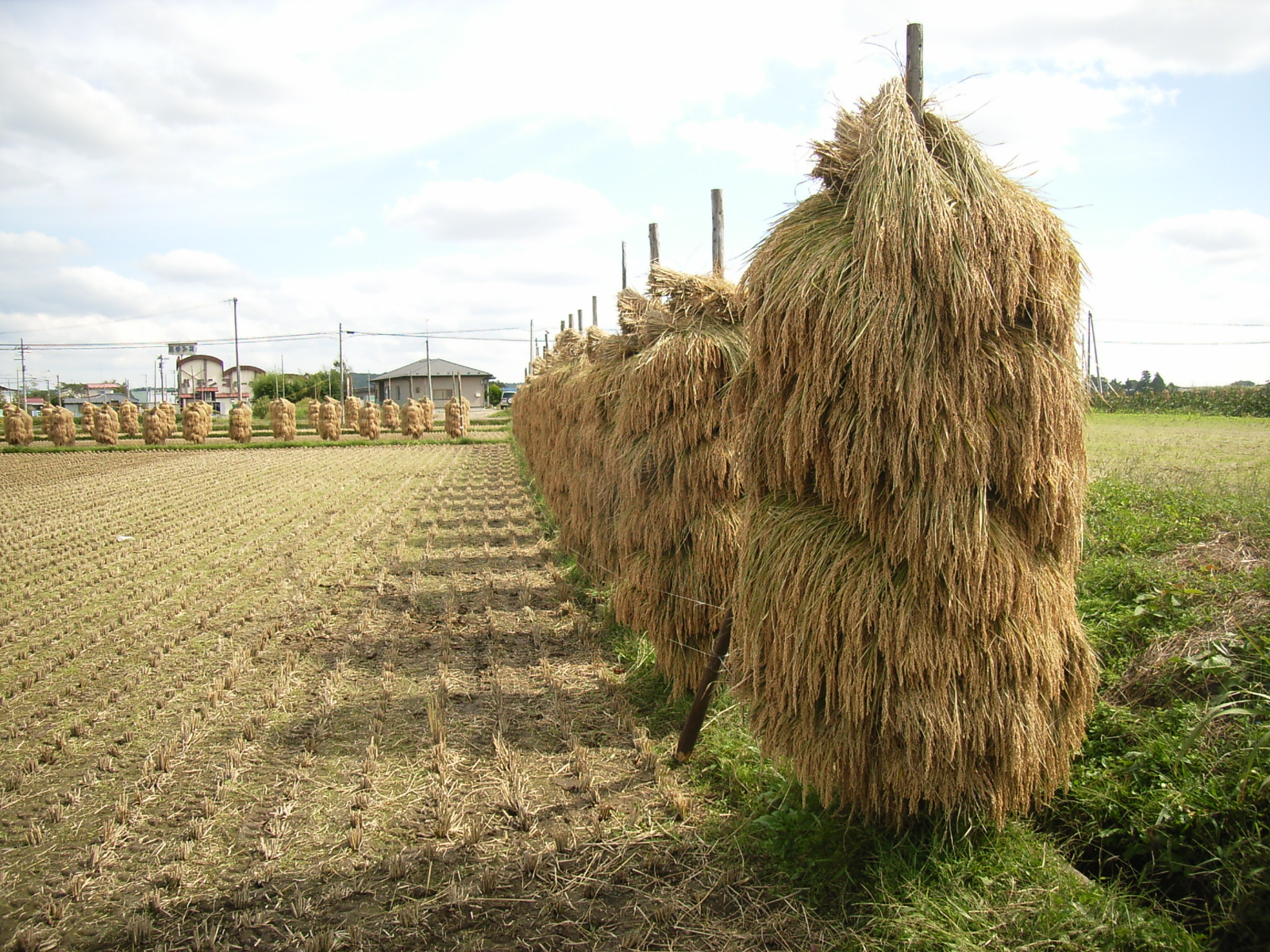
「稲むら」（稲叢）とは積み重ねられた稲の束のこと。稲は刈り取りのあと天日で干してから脱穀するが、上のように稲架（はさ）に架けられた状態を「稲むら」と呼ぶ。
ただし脱穀後の藁の山も「稲むら」と言うことがあり、史実で燃やされたのは脱穀後の藁である。

村の高台に住む庄屋の五兵衛は、地震の揺れを感じたあと、海水が沖合へ退いていくのを見て津波の来襲に気付く。祭りの準備に心奪われている村人たちに危険を知らせるため、五兵衛は自分の田にある刈り取ったばかりの稲の束（稲むら）に松明で火をつけた。火事と見て、消火のために高台に集まった村人たちの眼下で、津波は猛威を振るう。五兵衛の機転と犠牲的精神によって村人たちはみな津波から守られた。

## 物語の成立と普及

### 小泉八雲「A Living God」

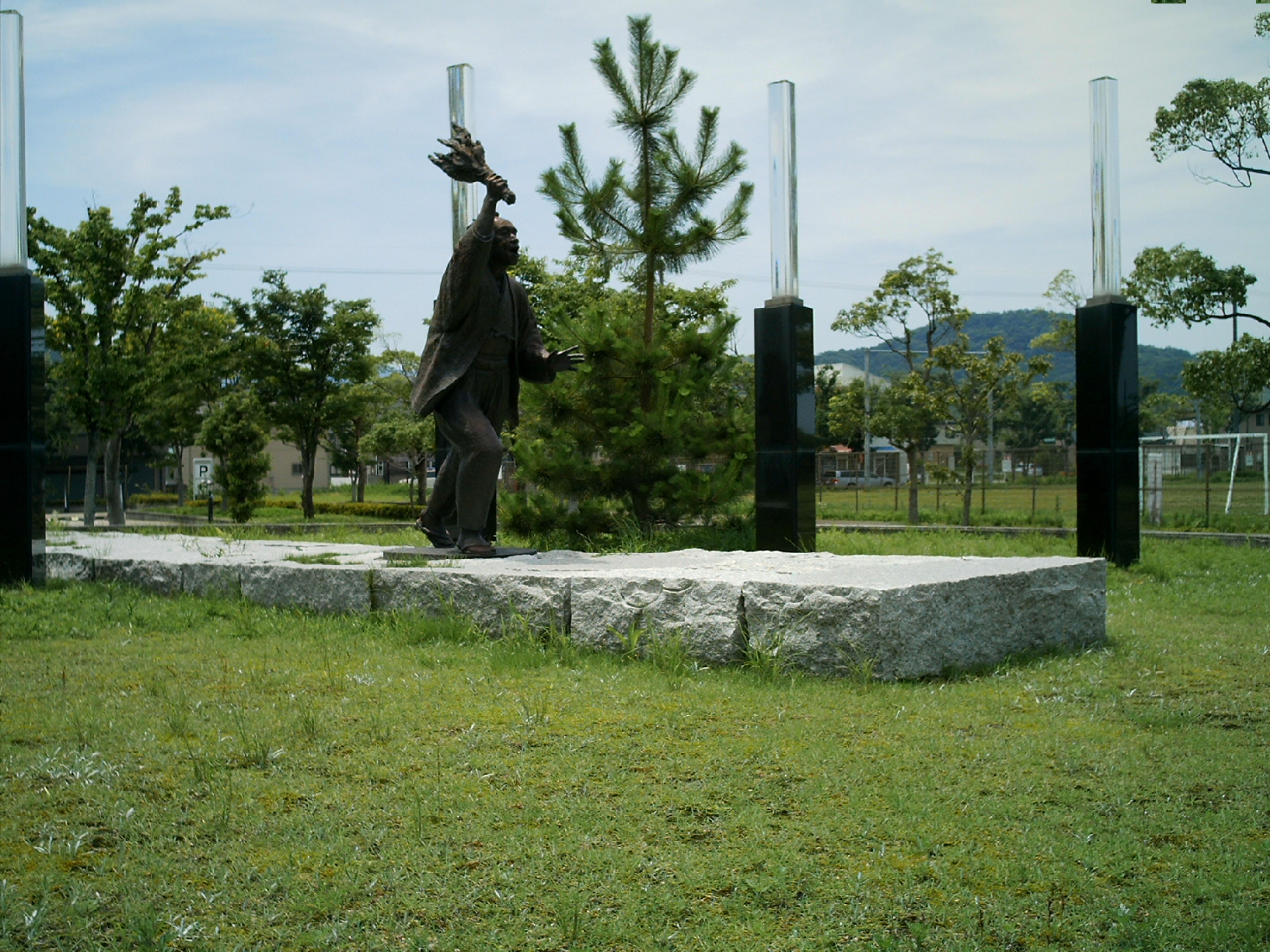
広川町役場前の「稲むらの火広場」にある浜口梧陵の銅像

1896年（明治29年）、小泉八雲（ラフカディオ・ハーン）は、英語によって "A Living God " を著した。西洋と日本との「神」の考え方の違いについて触れた文章であり、この中で人並はずれた偉業を行ったことによって「生き神様」として慕われている紀州有田の農村の長「浜口五兵衛」の物語を紹介した。
小泉八雲は作中にも触れられている明治三陸地震津波の情報を聞き、この作品を記したと推測されている。ただし地震の揺れ方や津波の襲来回数など、史実と異なる部分も多い。また「地震から復興を遂げたのち、五兵衛が存命中にもかかわらず神社が建てられた」とする点は誤りである。

### 中井常蔵「稲むらの火」
広村の隣町である湯浅町出身で、濱口儀兵衛らが創設した耐久中学校の卒業生である中井常蔵（なかい つねぞう、1907年（明治40年）12月12日 - 1994年（平成6年）1月24日）は、和歌山県師範学校在学中、英語テキストで小泉八雲の「A Living God」を読み、感銘を受けた。
1934年（昭和9年）に文部省による国語教科書の教材公募（当時は国定教科書）が行われた。当時は南部町（現在の日高郡みなべ町）の南部小学校で訓導を務めていた中井は、"A Living God " を児童向けに翻訳・再構成し、「燃ゆる稲むら」として応募した。中井の作品では、具体的な年代や場所などの記述が省かれ、普遍的な物語として構成されている。この作品はそのまま国語教材として採用され、1937年（昭和12年）から1947年（昭和22年）まで「稲むらの火」と題されて掲載された。
中井は1945年、終戦を機に日高郡切目小学校長を最後として教職を退き、酒販店の経営にあたるとともに、南部町町会議員などの公職を務めた。1987年（昭和62年）9月には、国土庁から防災功績者表彰を受けている。

### 国語教材としての「稲むらの火」
「稲むらの火」は、1937年（昭和12年）刊行の尋常小学校5年生用の国語教科書「小学国語読本巻十」（第4期国定教科書、サクラ読本）に掲載された。続く第5期国定教科書（アサヒ読本）の「初等科国語六」にも引き続き掲載され、1947年（昭和22年）まで用いられた。
地震学者の今村明恒は、1940年（昭和15年）に『『稲むらの火』の教え方について』を著している。
2011年（平成23年）度より利用される光村図書出版の小学5年生用教科書『国語 五 銀河』には、「百年後のふるさとを守る」のタイトルで、防災学者の河田惠昭が書いた浜口儀兵衛の伝記が掲載された。「百年後のふるさとを守る」では、「稲むらの火」の一部採録を行うとともに、そのモデルとなった浜口儀兵衛の事績を紹介し、津波後の復興事業も含めて描いている。これを「稲むらの火の64年ぶりの復活」として紹介するメディアもあった。

## 史実との異同
「稲むらの火」は濱口儀兵衛（梧陵）の史実に基づいてはいるものの、実際とは異なる部分がある。これは小泉八雲の誤解にもとづくものであり、翻訳・再話をおこなった地元出身の中井常蔵もあえて踏襲した。史実と物語の違いは国定教科書採用時にも認識されていたが、五兵衛の犠牲的精神という主題と、八雲・中井による文章表現の美しさから、安政南海地震津波の記録としての正確性よりも教材としての感銘が優先された。
物語では地震動について「今の地震は別に烈しいといふ程のものではなかった」と書かれているが、濱口梧陵は地震の様子を手記の中で「其激烈なる事前日の比に非ず。瓦飛び、壁崩れ、塀倒れ、塵烟空を蓋ふ」と記しており、宇佐美龍夫は広村の震度を5-6程度と推定している。地震の揺れ方や、津波襲来前に潮が大きく引いたという描写は、出版直前に起った明治三陸津波から小泉八雲がその示唆を得た可能性が考えられている。
農村の高台に住む年老いた村長とされている五兵衛に対して、史実の儀兵衛はまだ35歳の指導的な商人で、その家は町中にあった。また、津波の発生日が12月24日〈新暦換算〉で真冬であり、儀兵衛が燃やしたのは稲穂のついた稲の束ではなく、脱穀を終えた藁の山（これも「稲むら」と呼ぶことがある）である。また、儀兵衛が火を付けたのは津波を予知してではなく、津波が来襲してからであり、暗闇の中で村人に安全な避難路を示すためだった。
「稲むらの火」には描かれていないが、儀兵衛の偉業は災害に際して迅速な避難に貢献したことばかりではなく、被災後も将来再び同様の災害が起こることを慮り、私財を投じて防潮堤を築造した点にもある。これにより広川町の中心部では、昭和の東南海地震・南海地震による津波に際して被害を免れた。

### 濱口梧陵手記
『濱口梧陵手記』に記された概要は以下の様なものであった。
十一月四日（1854年12月23日）四つ時（9時過頃）に強震（安政東海地震）があり、震い止んだ後海岸で異常な潮の動きがあり黒い高浪が現れた。大震の後は海嘯が来るとして、村民らを八幡宮へ避難させた。
五日（1854年12月24日）になり、海面が穏やかとなったため村民らは家に戻った。午後に村民2名が井戸の異常な水位低下を訴え出、何か地異が起るのではと恐れていた処に夕方七つ時頃（16時半頃）大震動があり暫くして静まった。村内を巡視する際、西南方向から巨砲を連発するような響きが数回あり、海岸に行った処未だ異変が認められなかったが、心を休める遑もなく、怒涛早くも民屋を襲うと叫びがあり、疾走するなか激浪が広川を遡り人家が崩れ流れていくのが見えた。自らも瞬時に潮流に半身を没し辛うじて丘陵に漂着すると、背後には押流される者、流材に身を寄せる者と悲惨な光景が広がっていた。
一旦八幡宮に行くと悲鳴を揚げて親、子、兄弟を捜す声が溢れ、日が暮れ壮者十余名とともに松明を焚いて救助に向かうも流材が道を塞ぎ歩行を妨げていたが、十余の稲むらに点火して安全な地を表示した処、これを頼りに万死に一生を得た者が少なくなかった。暫くして八幡神社近くの一本松に引き上げた頃に最大の激浪が襲来し、火のついた稲むらが漂い流されていく様子を見て天災の恐るべきを感じさせられた。

## 防災啓発

### 防災の教材として
日本において、津波に関する物語のうち広く知られた作品である。発生が予測される東南海地震・南海地震などでの津波災害に対する防災意識を喚起する物語として注目されている。2003年（平成15年）3月に和歌山県で開催された「西太平洋地震・津波防災シンポジウム」に際して気象庁が「稲むらの火」に関するパンフレットを作成しており、インターネット上で公開されている。
なお、物語の中で取り上げられている、「異様に潮が退く」「井戸の水位が極端に下がる」といった現象は、津波の前に必ず起きるものではないが、津波が発生する時に見られることがある特異現象の1つであり、もしそのような現象を確認したらただちに避難することが望ましい。

### 日本国外への普及
小泉八雲の著作によって、この物語は日本国外でも知られている。
1993年頃アメリカ合衆国コロラド州の小学校では、「稲むらの火」を英訳した "The Burning of The rice Field "が副読本として使われていた。
2004年のスマトラ島沖地震では津波による大きな被害が発生。2005年に神戸市で開催された世界防災会議で「稲むらの火」が紹介されて各国の防災担当者から注目された。アジア防災センターでは「アジア地域における「稲むらの火」普及プロジェクト」として、アジア8か国で用いられることを想定したベンガル語・ヒンディー語・タミル語・ネパール語・英語・シンハラ語・タガログ語に訳したテキストを配布している。
2005年1月、インド洋大津波をうけてジャカルタで開催された東南アジア諸国連合緊急首脳会議でシンガポールのリー・シェンロン首相が当時の小泉純一郎総理大臣に「日本では小学校教科書に『稲むらの火』という話があって、子供の時から津波対策を教えているというが、事実か?」と尋ねた。しかし、小泉純一郎は戦後世代なのでこの話を知らなかった。東京の文部科学省に照会した際も、誰も知らなかったということである。
2015年12月4日、国連総会第2委員会は日本を含む142か国の提案により、この逸話のもととなった11月5日を「世界津波の日」に制定することを全会一致で決めた。

## 関連文献
- 「もえよ 稲むらの火」桜井信夫著、PHPこころのノンフィクション。1992年3月。ISBN 9784569587639
- 「津波!!稲むらの火 その後」高村 忠範 文・絵、2011年08月、汐文社。ISBN 9784811388175
- 「津波防災を考える 「稲むらの火」が語るもの」伊藤 和明著、岩波ブックレット656、2005年07月、岩波書店。ISBN 9784000093569
- 2006年2月21日付産経新聞「正論」欄『善行と美談を小学校教科書に』佐々淳行